# Alley & MacLellan
Alley & MacLellan war ein schottisches Unternehmen.

## Stephen Alley (1840–1898)

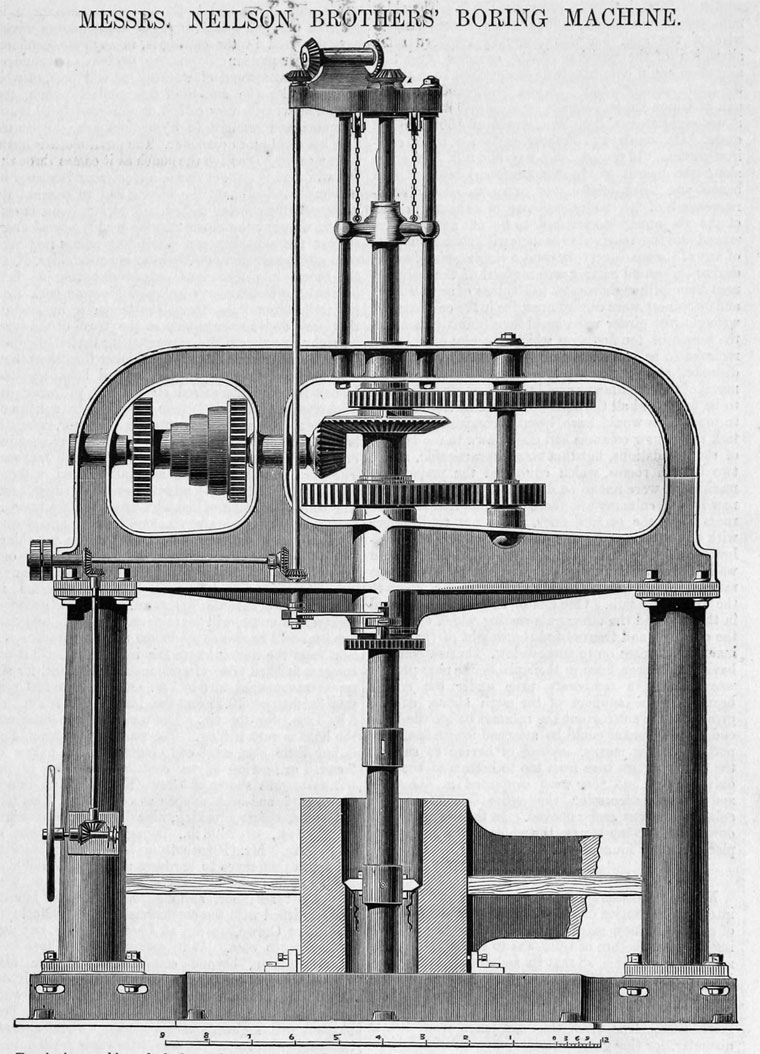
Bohrmaschine von Neilson Brothers (1866)

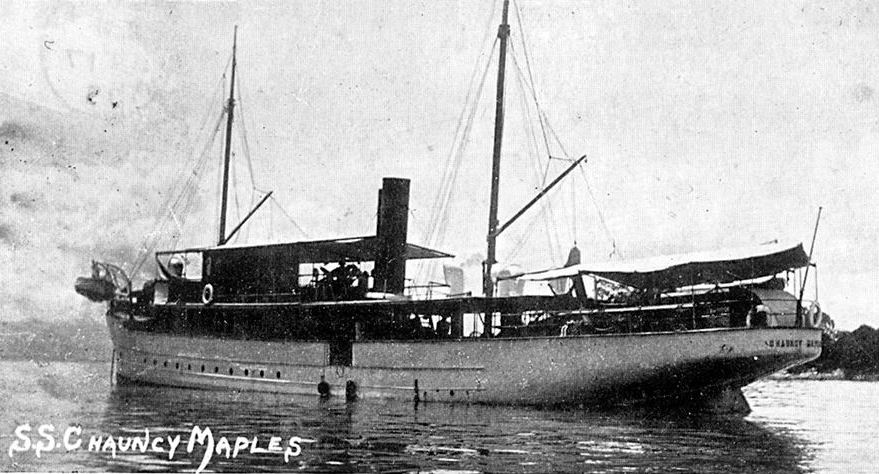
Das Dampfschiff SS Chauncy Maples, gebaut 1900 bei Alley and MacLellan, vor Anker auf dem Malawisee (Tansania). Aufnahme von 1905

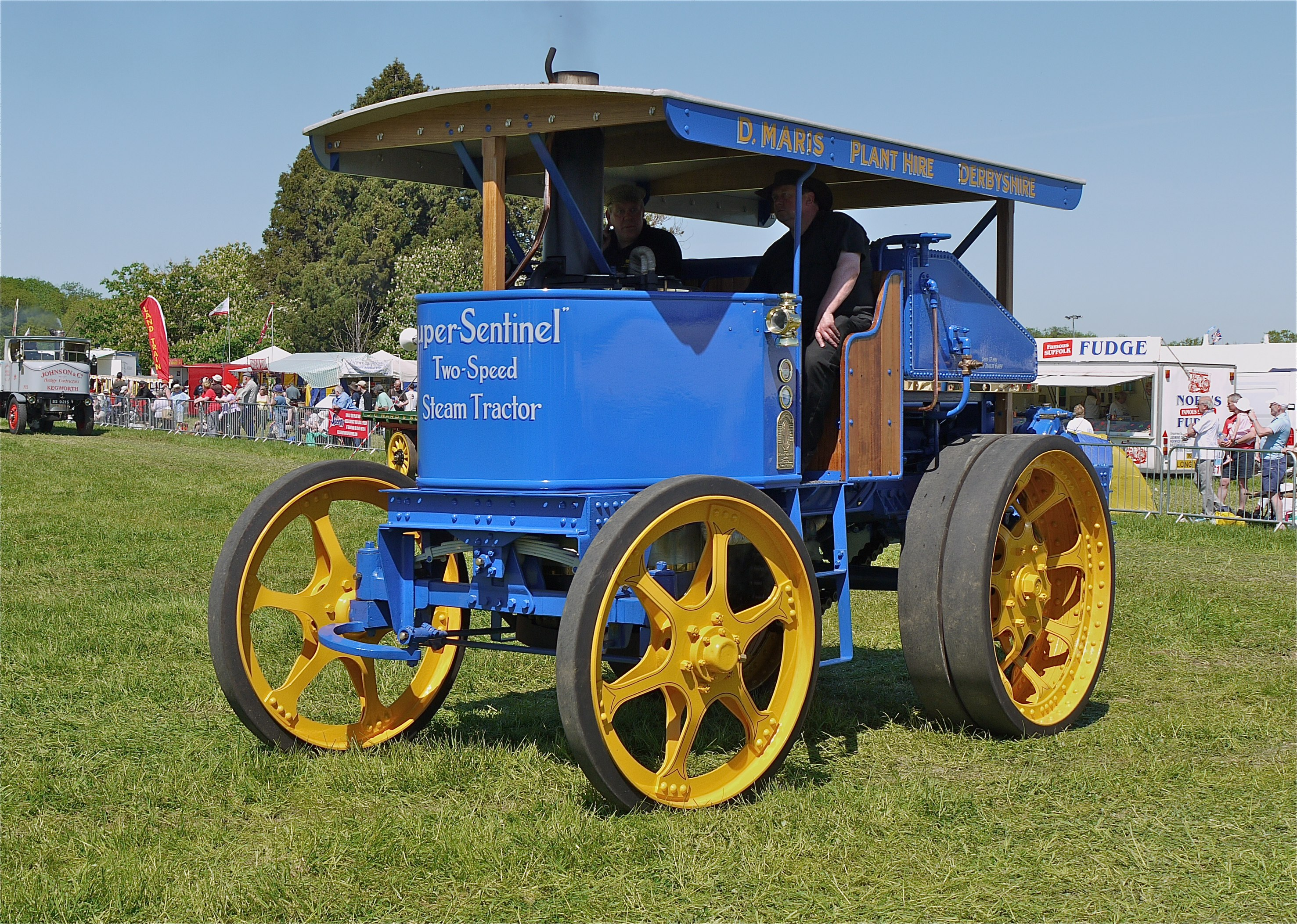
Super Sentinel von 1928

Stephen Alley war der Sohn eines irischen Arztes und stammte aus Blessington im County Kildare. Mit 14 Jahren begann er eine Lehre als Mechaniker beim Maschinen- und Mühlenbauunternehmen Forrest & Barr (Port Dundas Engine Works) in Glasgow, wechselte aber bald zur Pointhouse-Werft von A. & J. Inglis, wo er den längeren Teil seiner Lehrzeit verbrachte und auch erfolgreich abschloss. Danach nahm er eine Stellung beim Patent-Agenten Edmund Hunt in Glasgow an. Aus seiner Zeit als Leiter der Werkzeugabteilung des Maschinenbauunternehmens Neilson Brothers  (Albert Works, Glasgow) ist ein erstes Patent bekannt: Es datiert von 1867 und wurde für Verbesserungen an Werkzeugmaschinen für den Bau von Dampfmaschinen für Lokomotiven ausgestellt. Er scheint an diesem Unternehmen beteiligt gewesen zu sein, das sich 1870 auflöste. Um 1870 ging Alley eine Partnerschaft mit seinem künftigen Schwager John Hornsby Carruthers (1836–1925) ein, der im gleichen Jahr Elizabeth Mary Alley heiratete. Ihr Unternehmen war als beratendes Ingenieurbüro tätig. Ihr wohl größter Auftrag war die Planung der Clutha Works in Glasgow für den Maschinenbaukonzern P. and W. MacLellan. Zwischen 1870 und 1874 wurden fünf Patente auf Alley ausgestellt, das erste gemeinsam mit Carruthers. Alle hatten Komponenten von Dampflokomotiven zum Gegenstand, davon je zwei für Räder und Dampferzeuger und eines für die Verbindung von Schienen. Dieses Unternehmen wurde 1875 aufgelöst und Stephen Alley ging eine neue, langjährige Partnerschaft mit John MacLellan ein. Sein ältester Sohn Stephen Evans Alley trat später ins Unternehmen ein und übernahm seine Nachfolge.

## Unternehmensgeschichte
1875 gründeten Stephen Alley und John Alexander MacLellan das Unternehmen.
Das erste Domizil ihres Maschinenbau-Unternehmens Alley and MacLellan Ltd. lag an der London Road, Glasgow-Bridgeton in Schottland. Anfangs wurden Fittings, Formstücke und Ventile für die Wasserwirtschaft sowie Formteile im Kundenauftrag gefertigt.
Das Unternehmen wuchs schnell. Bereits 1880 wurden neue Anlagen in Glasgows Industriegebiet Polmadie (Sentinel Engineering Works) bezogen, das es in den nächsten Jahren in besonderer Weise mitprägen. Als Marke für verschiedene Produktegruppen wurde früh der Name Sentinel eingeführt und beibehalten.  Das Verwaltungsgebäude schmückte eine steinerne Figur eines Wächters, die auch das Markenlogo bildete.
1885 begann die Produktion von stationären Dampfmaschinen zum Erzeugen von elektrischer Energie und als Maschinenantrieb in Industriebetrieben sowie als Schiffsantrieb. Nach und nach bot das Unternehmen auch Kompressoren, Systeme für die Wasserwirtschaft, Boots- und Schiffsausstattungen und auch Komponenten für die Rollmaterialindustrie an.  Die Kundschaft fand Alley and MacLellan weltweit; viele Produkte gingen in die Kolonien. Zu dieser Zeit begann auch der Bau von kleineren Schiffen und Booten. Das Unternehmen, das keinen nahen Zugang zum Wasser hatte, verlegte sich auf die Produktion von zerlegbaren Wasserfahrzeugen, die auf dem Landweg und per Schiff zum Kunden transportiert werden mussten. Für den Zusammenbau vor Ort war der Kunde verantwortlich. Dampferzeuger stellte das Unternehmen nicht selber her; in der Regel wurden sie vom Glasgower Maschinenbauer Abbott & Company geliefert, ein Unternehmen das heute noch aktiv ist. Ein bekanntes Beispiel ist die SS Chauncey Maples, die auf dem Lake Nyasa (heute: Malawisee) Dienst tat. 
Alley and MacLellan wagte 1903 den Gang an die Börse, wo das Unternehmen am 3. Juni registriert wurde. 
Das heute noch bekannteste Produkt von Alley and MacLellan ist der 1906 eingeführte Dampflastwagen. Er beruht auf einer Konstruktion, die Daniel H. Simpson (1874–1916) um 1904 für Simpson & Bibby in Manchester entwickelte. Nur wenige dieser Nutzfahrzeuge wurden dort gebaut. Stephen E. Alley erkannte jedoch das Potential des Fahrzeugs, sicherte die Rechte daran für Alley and MacLellan und gewann Simpson als Berater. Alley brachte eigene Verbesserungen ein. In den Verkauf gelangte er unter dem naheliegenden, bereits seit 25 Jahren eingeführten Markennamen  Sentinel, den Alley and MacLellan für viele seiner Produkte nutzte. Der zunächst als 5-Tonner ausgelegte Dampf-Lkw wurde zu einem so großen Erfolg, dass Sentinel in seinem Anwendungsbereich zu einem ähnlichen Synonym wurde wie später "Jeep" für "Geländewagen. 1907 begann die Fertigung in Glasgow. Das einzige Modell Sentinel Standard wurde bis 1923 ohne wesentliche Änderungen produziert. 1915 wurde in Shrewsbury (England) ein neues Werk errichtet, in dem der Motorfahrzeugbau zusammengefasst wurde. Im Ersten Weltkrieg wurden etwa 200 Fahrzeuge für die Britische Armee hergestellt.
1911 kam die Produktion von Achsen für Schienenfahrzeuge dazu und 1914 Schiffe. In dem Jahr waren 900 Mitarbeiter beschäftigt.
1918 kam es zu einer Änderung der Besitzverhältnisse im Mutterhaus. Nach dem Verkauf von Stephen Alleys Anteilen an William Beardmore and Company wurden die Sentinel Waggon Works verselbständigt. Die unübliche und etwas altmodische Schreibweise Waggon, geschrieben mit zwei "g", ist eine Eigentümlichkeit dieses Unternehmens. Die Dampfwagenabteilung wurde daraufhin vom Hauptunternehmen getrennt. Das Unternehmen stellte weiterhin Ventile und Kompressoren her. 
Für 1961 sind 400 Mitarbeiter überliefert.
1975 wurde das Unternehmen aufgelöst.